# Phileosimias
 Phileosimias  ist eine ausgestorbene Gattung der Primaten, die vor rund 30 Millionen Jahren im frühen Oligozän im Gebiet des heutigen Pakistan vorkam. Die Gattung wurde erstmals 2005 wissenschaftlich beschrieben. Typusart der Gattung ist Phileosimias kamali.

## Namensgebung
Die Bezeichnung der Gattung ist abgeleitet vom griechischen Wort φίλος philios, „liebend“ (im Sinne von gegenseitige Freundesliebe) und vom lateinischen Wort simia „Affe“. Das Epitheton der Typusart, kamali, ehrt laut Erstbeschreibung Kamal Madjidulah „in Anerkennung seiner hohen Effizienz bei der Organisation der französischen paläontologischen Missionen in den Bugti-Bergen und seiner Bemühungen um die Förderung des kulturellen Wissens in Pakistan.“ Überdies verweist Phileosimias auf die verwandtschaftliche Nähe zur namengebenden Art (Eosimias) der Familie Eosimiidae.
Das Epitheton der zugleich mit der Typusart benannten zweiten Art der Gattung, Phileosimias brahuiorum, ehrt die Volksgruppe der Brahui, die überwiegend in der pakistanischen Provinz Belutschistan, dem Fundort aller Fossilien der Gattung, leben.

## Erstbeschreibung
Der Erstbeschreibung von Gattung und Typusart liegt als Holotypus ein rechter Molar M1 aus einem Oberkiefer zugrunde (Sammlungsnummer UMC-DBC 2199). Ergänzend wurden als Paratypen sieben weitere, ebenfalls einzeln geborgene Zähne dem Holotypus zur Seite gestellt: je ein linker Oberkiefer-M2 und -M3, je ein linker Unterkiefer-M1 und -M2, ein rechter Unterkiefer-M3, ein rechter Unterkiefer-Prämolar (P3) sowie ein linker Unterkiefer-P4.
Aufgrund der Größe der Zähne wurde geschlossen, dass die Tiere der Gattung vermutlich nur rund 250 Gramm wogen. Die Unterscheidung von anderen Arten erfolgte anhand von Merkmalen der Zahnkronen.
Holotypus von Phileosimias brahuiorum ist ein rechter Molar M2 aus einem Oberkiefer, dem als Paratypus ein rechter Molar M3 beigegeben wurde. Die Individuen dieser Art seien noch etwas kleinwüchsiger gewesen als diejenigen der Typusart, heißt es in der Erstbeschreibung von Laurent Marivaux et al.

## Belege
1. ↑   Laurent Marivaux, Pierre-Olivier Antoine, Syed Rafiqul Hassan Baqri et al.: Anthropoid primates from the Oligocene of Pakistan (Bugti Hills): Data on early anthropoid evolution and biogeography. In: PNAS. Band 102, Nr. 24, 2005, S. 8436–8441, doi:10.1073/pnas.0503469102.